# Festuca alaica
Festuca alaica är en gräsart som beskrevs av Vasiliĭ Petrovich Drobow. Festuca alaica ingår i släktet svinglar, och familjen gräs. Inga underarter finns listade i Catalogue of Life.